# Lady Godiva
Godiva of Godgifu (ca. 980 - na 1085) was een Angelsaksische adellijke dame die volgens een legende naakt door de straten van Coventry reed. Dit naakte protest zou zij gedaan hebben om haar man, de graaf Leofric, ertoe te bewegen de zware belastingen te verlichten die hij oplegde aan de inwoners.
De naam Godgifu betekent door God gegeven, dus hetzelfde als Dieudonnée, Bogdan en Theodora.

## De legende

Lady Godiva, toegeschreven aan Adam van Noort, 1586

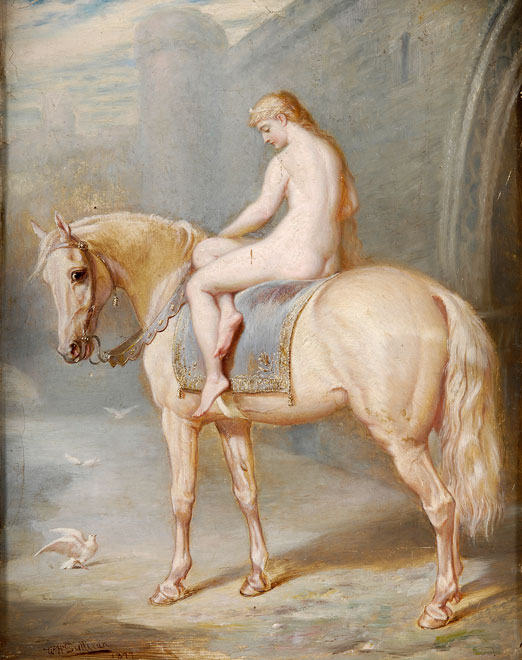
Lady Godiva door William Holmes Sullivan, 1877

De oudst bekende versie van het verhaal werd omstreeks 1200 opgetekend door Roger van Wendover, in diens anekdotische werk Flores Historiarum (circa 1235). Roger staat niet bekend als een betrouwbare geschiedschrijver. Het verhaal zou in een oorspronkelijke vorm zelfs teruggaan op oude vruchtbaarheidsriten.
Volgens het verhaal was Godiva de mooie echtgenote van Leofric, graaf van Mercia en heer van Coventry (968 - 1057). De bevolking had hevig te lijden onder de belastingdruk en Godiva verzocht haar man keer op keer de belastingen te verlagen, maar deze weigerde steeds. Op den duur werd hij haar smeekbedes beu en zei hij voor de grap dat hij haar verzoek zou inwilligen als zij te paard naakt door de stad zou rijden. Lady Godiva ging daarop in. Leofric hield zich aan zijn woord en maakte een eind aan de hoge belastingen.

## Latere geschiedschrijving
In latere tijd zijn er elementen aan het verhaal toegevoegd. Zo zou haar lichaam bedekt zijn geweest door haar lange haren.
Een ander verhaal vertelt dat Godiva helemaal niet naakt was, maar haar paard bereed zonder zadel. Ook wordt gezegd dat Godiva alleen geen juwelen droeg, die een kenmerk waren van adeldom.
Volgens geschiedschrijvers in de zestiende eeuw werd er vooraf een proclamatie uitgevaardigd dat iedereen binnen moest blijven en de luiken moest sluiten, waarop zij door de straten reed. Toch was er iemand, een kleermaker met de naam Tom, die geen weerstand kon bieden aan de verleiding. Hij maakte een gaatje in zijn luik waar hij doorheen kon gluren. Hij is in Engeland bekend geworden als Peeping Tom en zou voor zijn daad met blindheid zijn gestraft. Tegenwoordig is Peeping Tom in het Engels een synoniem voor gluurder of voyeur.

## Historische achtergrond
Zeker is dat er in de 11e eeuw een dame met de naam Godiva leefde. Bewijs hiervoor is te vinden in diverse oude geschriften, zoals het Stow charter, het Spalding charter en het Domesday Book. De spelling van de naam varieert overigens sterk.
Zij wordt vermeld in het Domesday Book van 1085 als een van de weinigen - en de enige vrouw - die na de Normandische verovering van 1066 hun land mochten behouden.
Volgens de kronieken van Ely, het Liber Eliensis (eind 12e eeuw) was zij weduwe toen Leofric haar in 1040 trouwde. Omstreeks die tijd was zij behulpzaam bij het stichten van een klooster te Stow in Lincolnshire. In 1043 bracht zij haar man ertoe een Benedictijnenklooster te bouwen in Coventry. De tekst "Ego Godiva Comitissa diu istud desideravi" [Ik, de Gravin Godiva, heb dit sinds lange tijd gewenst] werd aangetroffen op het handvest dat haar broer Thorold van Bucknall, de sheriff van Lincolnshire aan het klooster van Spalding schonk. Ook zou zij financiële steun hebben verleend aan diverse andere kloosters.
Er zijn diverse eigentijdse berichten van haar vrijgevigheid, maar de eerste vermelding van haar naakte rit dateert uit de 13e eeuw. Historici achten het verhaal daarom niet waarschijnlijk.

## Poëzie
De Engelse dichter Alfred Tennyson wijdde in 1820 een gedicht aan haar. Tennysons werk was erg populair bij prerafaëlitische schilders. Met name Colliers grote voorbeeld John Everett Millais zou diverse van Tennysons poëmen als thema kiezen voor zijn werk. In navolging van Millais maakte ook Collier meerdere malen een schilderij naar een thema van Tennyson. Lady Godiva is daarvan het bekendste.
Tennysons beschreef Godiva's rit door de verlaten straten van Coventry als volgt:
| Originele Engelstalige tekst Then she rode forth, clothed on with chastity The deep air listen'd round her as she rode, And all the low wind hardly breathed for fear | Vertaling En voorwaarts reed ze, gekleed met haar kuisheid, De zware lucht luisterend om haar, toen ze reed, En de zachte wind nauwelijks ademend van angst. |

De zinsnede "Then she rode forth, clothed on with chastity" werd later in catalogi veelal als subtitel gebruikt bij Colliers schilderij.

## Muziek
- De Tsjechische componist Vítězslav Novák (1870-1949) schreef een Ouverture Lady Godiva
- Lady Godiva werd in 1966 bezongen in een gelijknamig lied van het Engelse zangduo Peter & Gordon. In dit lied wordt verteld dat Godiva na haar rit naar Hollywood ging om als naaktactrice op te treden, waarmee ze genoeg geld verdiende om kleren te kunnen kopen.
- Op het album White Light/White Heat van The Velvet Underground uit 1967 staat het lied Lady Godiva's Operation.
- Haar naam wordt genoemd in het nummer Don't Stop Me Now van Queen.
- In het zevende seizoen van Charmed wordt een hele aflevering aan haar besteed.
- Boney M. maakte een lied over haar in 1993 met de titel Lady Godiva.
- Dr. Hook maakte een song Hey, Lady Godiva, waarin haar naakte rit met veel humor wordt bezongen.
- Lady Godiva is te paard afgebeeld op de cover van het album Veto van Heaven Shall Burn. De eerste track van dit album is getiteld Godiva.
- Op het album Mighty Joe Moon uit 1994 van Grant Lee Buffalo staat het nummer Lady Godiva and Me.
- Lady Godiva's Room stond op een B-kant in 1987 van Simply Red, nog eens hernomen in februari 1988 als flipside van I won't Feel Bad en op het album It's Only Love (2000). Het was een van de vier livetracks op the Montreux EP (november 1992).

## Films

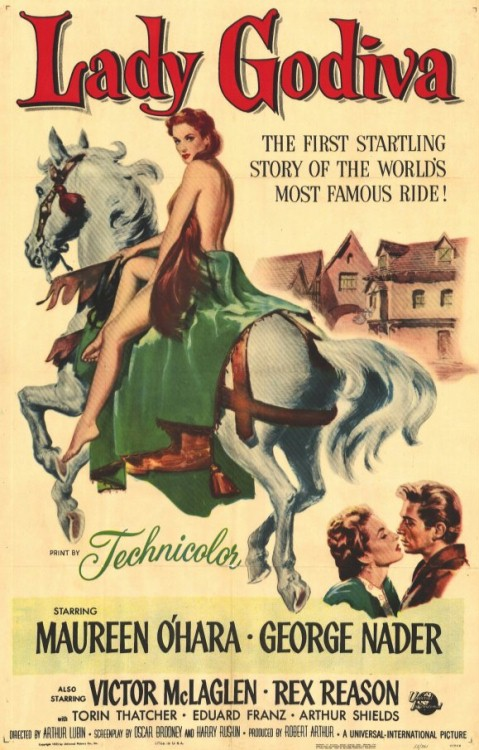
Filmposter voor Lady Godiva of Coventry (1955)

- Lady Godiva (1911), korte stomme dramafilm uit de Verenigde Staten met Julia Swayne Gordon als Lady Godiva.
- Lady Godiva (1921), stomme film uit Duitsland met Hedda Vernon als Lady Godiva.
- Lady Godiva (1928), korte stomme film uit Groot-Brittannië met Gladys Jennings als Lady Godiva.
- The Ghost Talks (1949), korte slapstick uit de Verenigde Staten met Nancy Saunders als Lady Godiva.
- Lady Godiva Rides Again (1951), een komediefim uit Groot-Brittannië met Pauline Stroud als Marjorie Clark die als Lady Godiva meedoet aan een missverkiezing.
- Lady Godiva of Coventry (1955), een dramafilm uit de Verenigde Staten met Maureen O'Hara als Lady Godiva.
- Lady Godiva Rides (1969), een western-komediefilm uit West-Duitsland met Marsha Jordan als Lady Godiva.
- The Godiva Affair (1974), een aflevering uit de Britse comedyserie 'Dad's Army'.
- Lady Godiva (1987), een Amerikaanse pornofilm met Lynn Armitage als Lady Godiva.
- Lady Godiva: Back in the Saddle (2007), een komediefilm uit Groot-Brittannië met Faye Tozer als Chantelle/Lady Godiva.
- Lady Godiva (2008), een romantische komediefilm uit Groot-Brittannië met Phoebe Thomas als Jemima Honey/Lady Godiva.

## Pralines
Een Belgisch merk van pralines is naar haar genoemd. Op de verpakkingen staat een afbeelding van haar.

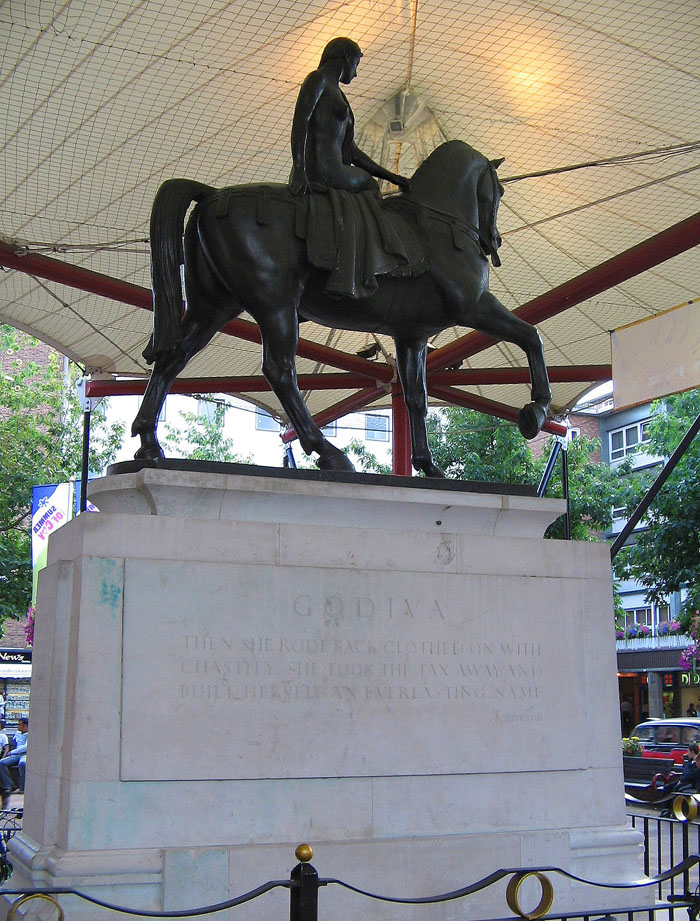
Standbeeld van Lady Godiva in Coventry door William Reid Dick, 1949
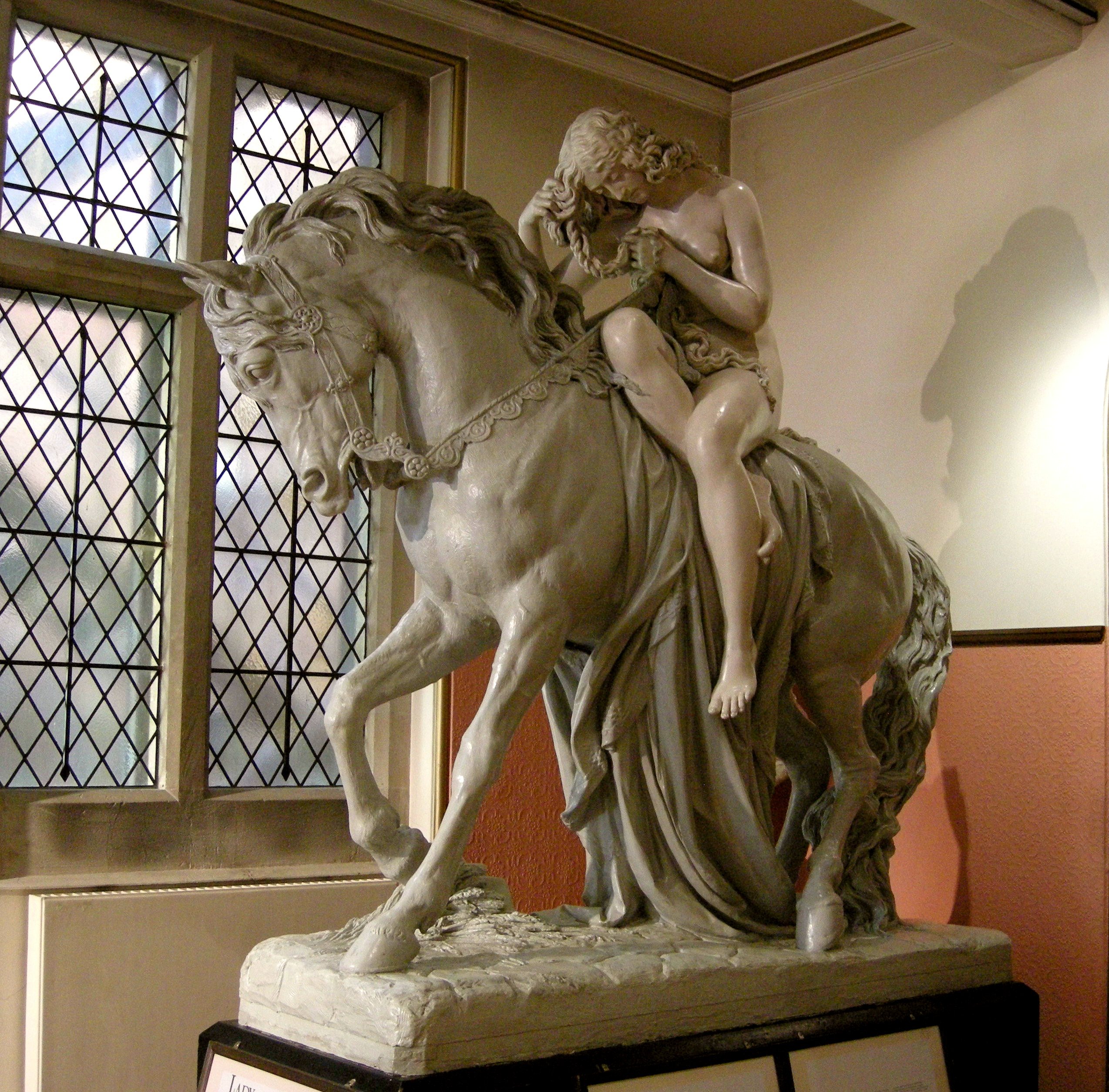
Lady Godiva door John Thomas, Maidstone Museum in Maidstone
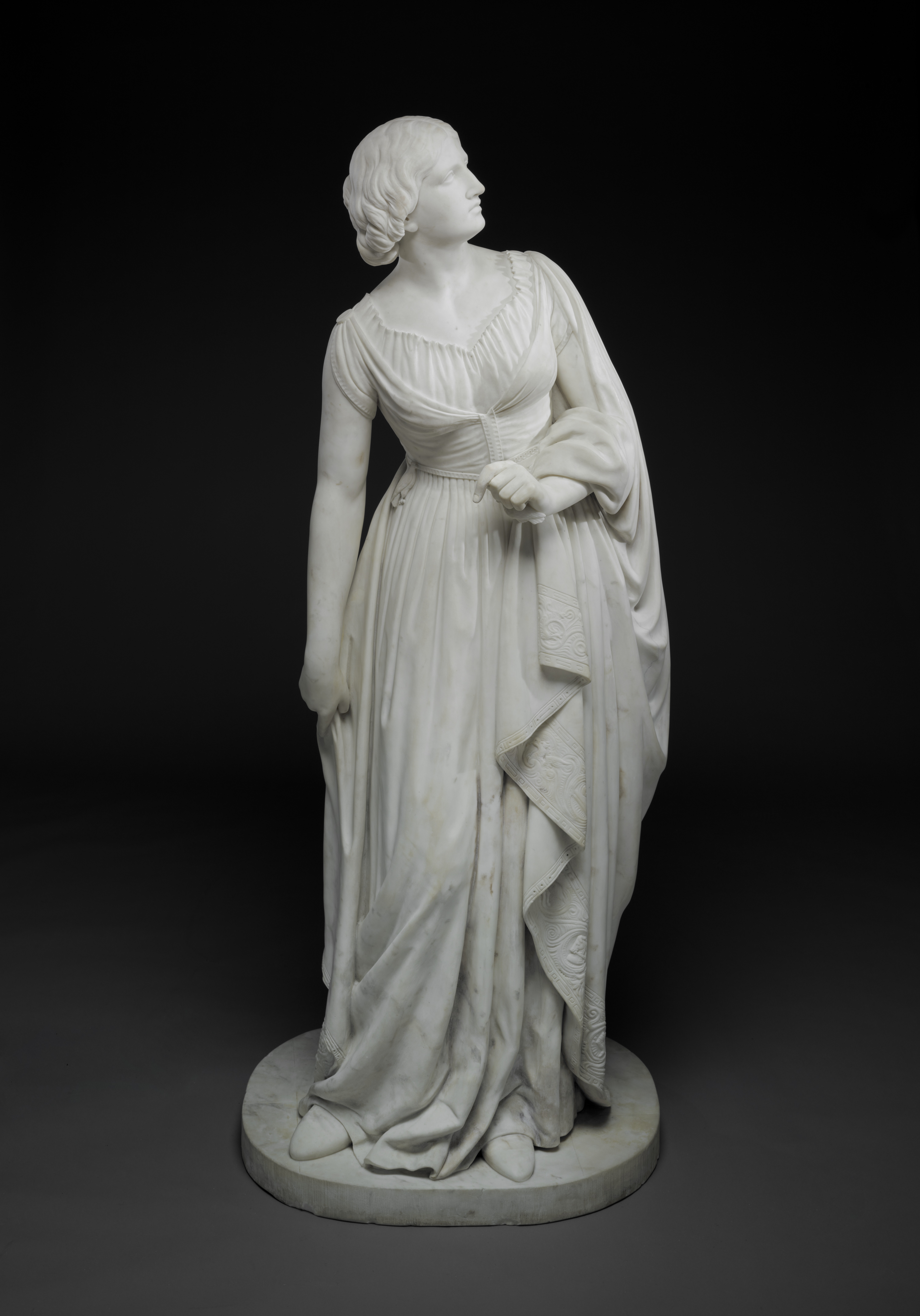
Lady Godiva door Anne Whitney, Dallas Museum of Art